# Karlheinz Schüffler

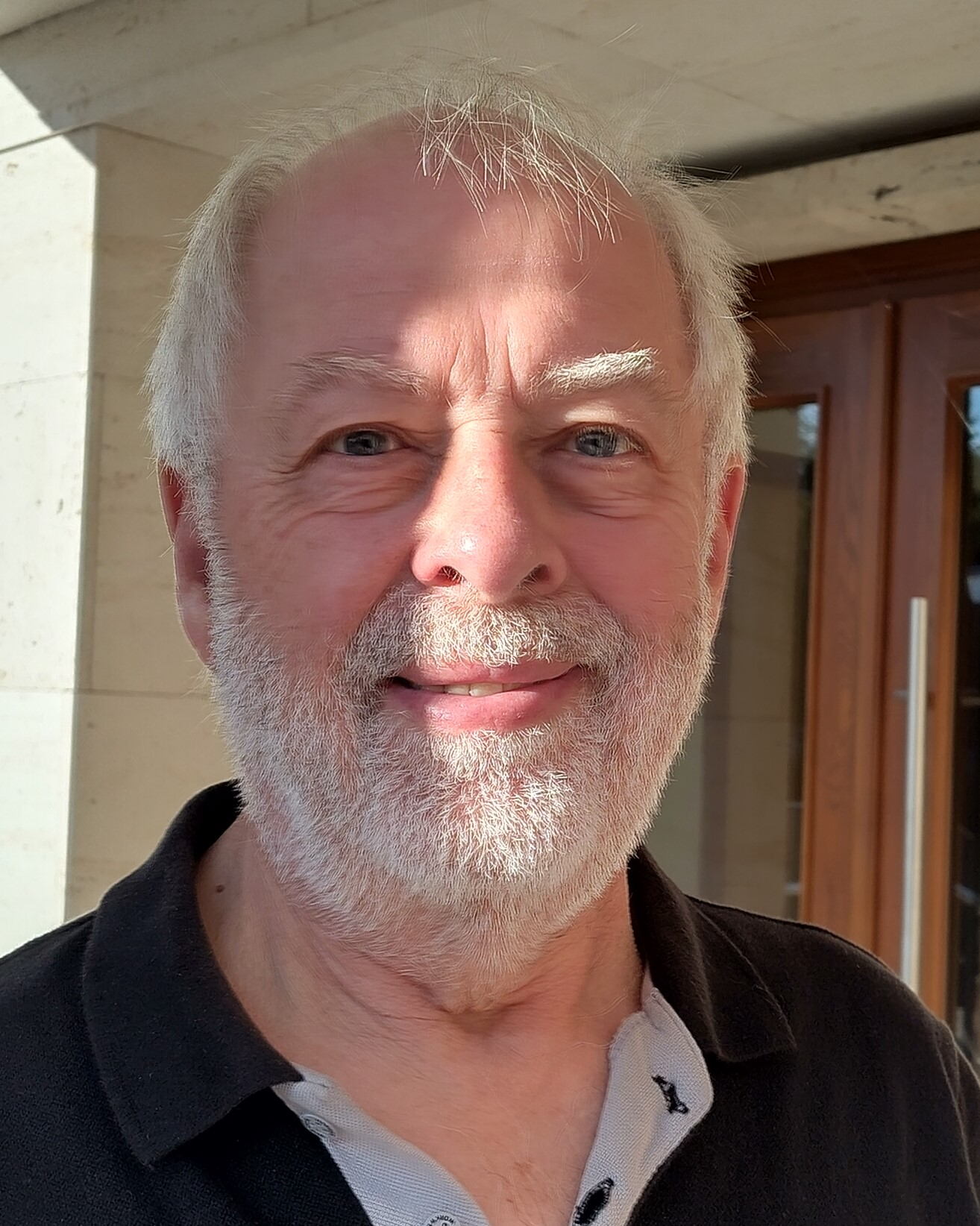
Karlheinz Schüffler (2023)

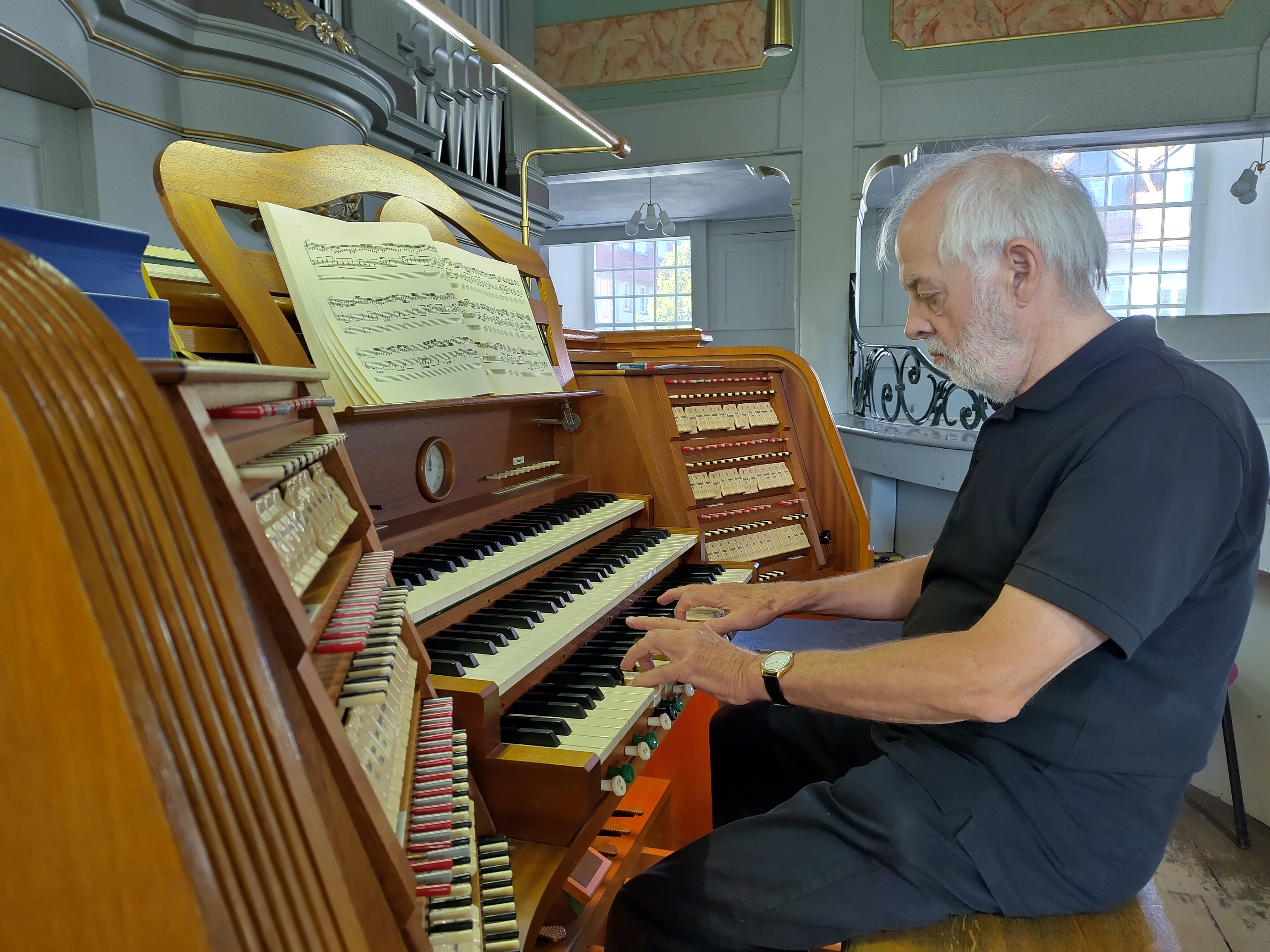
Karlheinz Schüffler an der Walcker-Orgel von St. Jakobus in Ilmenau (2023)

Karlheinz Schüffler (* 1947 in Trier) ist ein deutscher Mathematiker und Organist.

## Werdegang
Karlheinz Schüffler wuchs im saarländischen Perl auf. An der Universität des Saarlandes in Saarbrücken studierte er Mathematik und Physik. 1978 wurde er promoviert. Eine Habilitation erfolgte an der Heinrich-Heine-Universität Düsseldorf. Dort war er Privatdozent.
Von 1987 bis 2015 war er Professor für Mathematik an der Hochschule Niederrhein in Krefeld.
Seine Forschungsgebiete liegen unter anderem im Bereich der Minimalflächentheorie, der Globalen Analysis, der Differentialgleichungen und der Funktionentheorie, wobei er sich besonders für die Zusammenhänge von Musik und Mathematik sowie für Mathematik als antike Kulturwissenschaft interessiert.
Als Organist erlernte er auch Chorleitung und ist in diesem Bereich seit 1964 aktiv. Damit war er damals der jüngste Chorleiter Deutschlands. Er leitet den Chor der Hochschule Niederrhein, den er 2013 gründete, und die Krefelder Schola Gregoriana. Er ist Organist der Walcker-Orgel der Krefelder Lutherkirche, für deren Restaurierung er sich eingesetzt hatte, und spielt auch an der ältesten Kirche Krefelds, der Alten Kirche.

## Veröffentlichungen
- WiwiMath: Mathematik in der Wirtschaftswissenschaft. Carl Hanser Verlag, München 1991, ISBN 978-3-446-16466-6.
- Pythagoras, der Quintenwolf und das Komma: mathematische Temperierungstheorie in der Musik. Vieweg + Teubner, Wiesbaden 2012, ISBN 978-3-8348-1920-8 (2. Auflage: 2017).